# Isole Mortlock
Le Isole Mortlock (anche Nomoi), sono un gruppo di isole appartenenti allo Stato federale di Chuuk, uno degli Stati Federati di Micronesia nelle Isole Caroline.
Sono composte dalle isole Satowan, Lekinioch, Ettal e Namoluk.
Furono avvistate dalla spedizione spagnola di Álvaro de Saavedra nel 1528.